# Wild Dreams
Wild Dreams è il dodicesimo album in studio del gruppo musicale irlandese Westlife. Si tratta della loro prima pubblicazione via East West Records.

## Composizione
Secondo quanto dichiarato dal gruppo, l'album è stato inciso in un arco di tempo durato 18 mesi e ha tratto ispirazione dai problemi contemporanei, relativi principalmente alla pandemia di Covid-19. In particolare, gli interpreti hanno affermato che "l'album cattura l'umore del momento conservando momenti di riflessione riguardanti nuovi inizi e speranza sul futuro".

## Tracce
1. Starlight – 3:44
2. Alone Together – 3:28
3. Wild Dreams – 2:32
4. Lifeline – 3:31
5. Alive – 3:31
6. Rewind – 3:48
7. Do You Ever Think of Me – 3:25
8. My Hero – 3:16
9. End of Time – 3:16
10. Magic – 3:20
11. Always with Me – 3:04

## Classifiche
| Classifica (2021) | Posizione massima |
| ----------------- | ----------------- |
| Belgio (Fiandre)  | 53                |
| Germania          | 75                |
| Irlanda           | 2                 |
| Paesi Bassi       | 46                |
| Regno Unito       | 2                 |